# En Skilsmisse
En Skilsmisse er en dansk stumfilm fra 1916, der er instrueret af Martinius Nielsen efter manuskript af Mirella Glück.

## Handling
Denne artikel mangler et handlingsreferat. Hjælp os med at skrive det.

## Medvirkende
- Tronier Funder - Henry Hallèn, professor
- Ebba Thomsen - Claire, Hallèns hustru
- Ingeborg Spangsfeldt - Else, Hallèns datter
- Robert Schmidt - Adolph Meyer, overlæge på Halléns klinik
- Anton de Verdier - Dr. med. Bourgé
- Amanda Lund - Viola, barnepige hos professoren
- Else Schiwe - Suzanne, kammerpige hos professoren

## Eksterne Henvisninger
- En Skilsmisse på Internet Movie Database (engelsk)
- En Skilsmisse på Filmdatabasen
- En Skilsmisse på danskefilm.dk
- En Skilsmisse på danskfilmogtv.dk